# Johannes M. Becker
Johannes Maria Becker (* 29. April 1952 in Marienheide) ist ein deutscher Politologe, Friedensforscher und ehemaliger Geschäftsführer am Zentrum für Konfliktforschung der Philipps-Universität Marburg.

## Leben
Nach dem Abitur 1971 in Neuss leistete Becker von 1971 bis 1973 Wehrdienst als Soldat auf Zeit der Bundeswehr (bis 1993 war er Major der Reserve), ehe er an der Universität Marburg Politologie, Geographie und Sportwissenschaften studierte. Diplom- und Staatsexamina legte er in diesen Fächern 1980/1981 ab. Mit einer Arbeit über das deutsch-französische Verhältnis in der Sicherheitspolitik wurde er 1985 bei Wilfried von Bredow promoviert und habilitierte sich 1990 mit einer Studie zu Frankreichs Sicherheitspolitik unter François Mitterrand.
Becker war von 1985 bis 1997 Lehrbeauftragter im Fachbereich Gesellschaftswissenschaften der Johann-Wolfgang-Goethe-Universität Frankfurt am Main, hatte von September 1990 bis Juli 1992 eine Gastprofessur am Institut für Geschichts- und Sozialwissenschaften der Humboldt-Universität zu Berlin inne und war seit 1992 in Marburg als Privatdozent tätig. Dort wirkte er bis 2017 als Geschäftsführer am Zentrum für Konfliktforschung. Er forschte unter anderem zur Zukunft des deutsch-französischen Verhältnisses, zu Militarisierungstendenzen der Europäischen Union sowie zu Chancen und Risiken des europäischen Einigungsprozesses. Zu seinen Vortragsthemen gehörten die Kriege der Gegenwart und deren Verantwortung für Flucht und erzwungene Migration ebenso wie Einblicke in die Wirtschaftsgeographie der Erde und in die soziale Ungleichheit in Deutschland. Ehrenamtlich ist Becker im  Herausgeberkreis der Zeitschrift Wissenschaft & Frieden sowie des Arbeitskreises Marburger Wissenschaftler für Friedens- und Abrüstungsforschung e.V. tätig gewesen.
Darüber hinaus ist er Begründer und Moderator des Marburger „Politischen Salons“, ein Format der Volkshochschule Marburg in Kooperation mit der AG ARBEIT und LEBEN Hessen, und verantwortlicher Hochschullehrer für die Ring-Vorlesung „Konflikte in Gegenwart und Zukunft“. Er war Leiter der International Summer University und des International Undergraduate Study Programm an der Philipps-Universität Marburg.
Becker ist Mitglied der Gewerkschaften GEW und ver.di.

## Schriften (Auswahl)
Monographien
- Die Remilitarisierung der Bundesrepublik und das deutsch-französische Verhältnis – Die Haltung führender Offiziere beider Länder (1945–1955), Hitzeroth, Marburg 1987, ISBN 3-925944-17-6.
- Sfax-Marburg – Handbuch zur Vorbereitung tunesisch-deutscher (städte)partnerschaftlicher Begegnungen, Marburg (Schriftenreihe der IAFA, Universität Marburg) 1991, ISBN 3-925983-06-6
- „Ein Land geht in den Westen“ – Die Abwicklung der DDR, Bonn (Dietz-Nachf.) 1991. ISBN 3-8012-3041-4
- Militär und Legitimation – Eine vergleichende Studie zur Sicherheitspolitik Frankreichs und der Bundesrepublik Deutschland (IAFA), Marburg 1997, ISBN 3-8185-0208-0.
- Der nationale Militär-Konsens – Frankreichs Militär- und Sicherheitspolitik unter François Mitterrand im Spannungsfeld von nationaler Souveränität, NATO- und Westeuropaorientierung, Marburg (IAFA) 2. Aufl. 1998. ISBN 3-8185-0254-4
- European Integration, Lehrbuch für die European School of Business (ESB) in Reutlingen. Reutlingen 2004.
- Die EU im Prozess der Globalisierung, Lehrbuch an der Europäischen Fernhochschule Hamburg (EURO-FH), 2008, (2. Aufl. Überarb. zu. mit Alena Beutler) 2010.

Herausgeberschaften
- Das französische Experiment – Linksregierung in Frankreich, Bonn (Dietz-Nachf.) 1985. ISBN 3-8012-3015-5
- EUREKA – Westeuropäische Technologiepolitik im Spannungsfeld wirtschafts- und sicherheitspolitischer Interessen, (hrsg.: Becker, Johannes M.; Wagner, Beate; Weiner, Klaus-Peter) Marburg (IAFA) 1988. ISBN 3-8185-0027-4
- Feindbilder im Dienste der Aufrüstung – Beiträge aus Psychologie und anderen Humanwissenschaften, (hrsg.: Sommer, Gert; Becker, Johannes M.; Rehbein, Klaus; Zimmermann, Rüdiger) Marburg (Schriftenreihe der IAFA, Universität Marburg), 3. Aufl. 1992. ISBN 3-925983-02-3
- Ansichten vom Fahrrad – Ein interdisziplinäres Lese- und Arbeitsbuch, (hrsg. Becker, Johannes M.; Probst, Holger). Marburg (BdWi-Verlag) 1996. ISBN 3-924684-62-6
- Jugend, Streitkräfte und Europäische Sicherheit/Jeunesse, Défense et Sécurité en Europe, Arbeitstexte des Deutsch-Französischen Jugendwerkes/Office Franco-Allemand pour la Jeunesse (DFJW/OFAJ) 21. Berlin/Paris 2003 (hrsg.: Becker, Johannes M.; Dubellé, Pascal; Kieffer, Jean-Paul u. a.).
- (zusammen mit Gertrud Brücher) Der Jugoslawienkrieg – Eine Zwischenbilanz: Analysen über eine Republik im raschen Wandel, Lit Verlag, Berlin/Münster 2002, ISBN 3-8258-5520-1 (Schriftenreihe zur Konfliktforschung, Bd. 23).[6]
- (zusammen mit Herbert Wulf) Zerstörter Irak – Zukunft des Irak? Der Krieg, die Vereinten Nationen und die Probleme eines Neubeginns, Lit Verlag, Berlin/Münster 2008, ISBN 978-3-8258-1200-3 (Schriftenreihe zur Konfliktforschung, Bd. 24).
- (zusammen mit Herbert Wulf) Afghanistan – Ein Krieg in der Sackgasse, Lit Verlag, Berlin/Münster 2010, ISBN 978-3-643-10460-1 (Schriftenreihe zur Konfliktforschung, Bd. 25.).[7]
- (zusammen mit Gert Sommer) Der Libyen-Krieg – Das Öl und die „Verantwortung zu schützen“, LIT-Verlag, Münster 2. Aufl. 2013, ISBN 978-3-643-11531-7 (Schriftenreihe zur Konfliktforschung, Bd. 26.).